# Émile Bourgeois
Émile Bourgeois, född 24 juli 1857, död 25 augusti 1934, var en fransk historiker.
Bourgeois var professor i historia vid Sorbonne. Han ägnade sig först åt den antika och medeltida historien men koncentrerade sig sedan på nyare tidens och särskilt 1700-talets diplomatiska historia. 
Av hans arbeten märks Manuel historique de politique étrangère 1610-1919 (4 band, 1893-1926) och La diplomatie secrète au XVIII:e siècle (3 band, 1909-1910). Tillsammans med Louis André utgav han Les sources de l'histoire de France, XVII:e siècle (3 band, 1913-1923).